# Comics underground
Vous lisez un « article de qualité » labellisé en 2021.  Il fait partie d'un « thème de qualité ».
Les comics underground ou comix constituent un genre de bande dessinée américaine apparu aux États-Unis à la fin des années 1950, mais ne se développant vraiment qu'à partir du milieu des années 1960. Ces bandes dessinées s'opposent à celles publiées alors par les éditeurs grand public comme Marvel Comics, DC Comics ou Dell Comics par plusieurs particularités. Elles traitent souvent de sujets interdits par le Comics Code, l'organe d'auto-censure des éditeurs, tels la consommation de drogue, ou la sexualité, représentée clairement jusqu'à atteindre parfois la pornographie. Elles abordent aussi la politique en critiquant de très vive manière le gouvernement et tous les pouvoirs : police, justice, et religion notamment. Ces œuvres sont personnelles au sens où elles reflètent les opinions de leurs auteurs, mais aussi parce qu'elles appartiennent totalement à ceux-ci. Alors que dans le système classique de l'édition de comics les scénaristes et les dessinateurs sont privés de leurs droits sur leurs créations, qui reviennent aux éditeurs, ici les auteurs conservent leurs droits. Comme elles ne peuvent être distribuées dans le circuit des marchands de presse et des épiceries qui vérifient la présence du sceau du Comics Code, ces bandes dessinées doivent trouver un autre système de diffusion. Publiées d'abord dans des revues étudiantes diffusées sur les campus, elles se retrouvent aussi en vente dans des magasins spécialisés dans les produits de la contre-culture comme les head-shops, qui vendent des produits liés à la consommation de drogue, ou les disquaires.
Tous ces éléments font que ces comics pour adultes  ont un lectorat très limité, au regard des ventes habituelles des comics des grands éditeurs. Cependant, peu à peu le lectorat se développe et les comix sont de plus en plus nombreux et se vendent de mieux en mieux. Le début des années 1970 est un âge d'or pour ce genre, mais cela dure peu et très rapidement le mouvement s'éteint. Ces comics sont jugés néfastes et, après un arrêté de la Cour suprême, les revendeurs peuvent être poursuivis. La diffusion diminue d'autant que le mouvement de la contre-culture s'épuise. Le succès de plusieurs œuvres a aussi attiré des artistes de moindre valeur et ce trop-plein finalement nuit aux éditeurs dont les revenus diminuent. Les auteurs les plus importants comme Robert Crumb, Art Spiegelman, Gilbert Shelton ou Trina Robbins parviennent cependant à poursuivre leur carrière d'autant qu'un nouveau système de diffusion des comics s'installe grâce au direct market. L'underground en tant que tel disparaît mais est remplacé par les comics indépendants ou alternatifs.
Alors que l'underground était à ses débuts cantonné à un maigre lectorat, son importance est ensuite davantage reconnue. Certains auteurs, notamment Art Spiegelman et son roman graphique Maus, sont récompensés et leurs œuvres sont vues comme des éléments essentiels de la bande dessinée mondiale.

## Définition
Au sens strict, les comics underground sont des bandes dessinée américaines auto-produites sous forme de fanzines ou édités dans le cadre de la small press au cours des années 1960 et de la première partie des années 1970. Associés à la Beat Generation et au mouvement hippie, ils sont parfois surnommés « comix », le « x » évoquant leur public adulte. Ils se distinguent des comics grand public par les thèmes abordés (sexualité, drogue et tout ce qui appartient à la contre-culture et qui est interdit ou mal vu par les bien-pensants). À cette liberté de thème répond celle du style de dessin qui refuse les canons de la bande dessinée classique. Paul Lopes dans Demanding Respect : The Evolution of the American Comic Book définit ainsi les comics underground par cinq éléments : remise en cause les systèmes sociaux, politiques et culturels dominants ; rejet des modèles artistiques qui se trouvent habituellement dans les comics ; affranchissement du modèle économique classique ; prétention à une valeur artistique ; expression d'un auteur.
Cependant Mark Estren remarque qu'il est malaisé de donner une définition qui permette de regrouper un ensemble aussi hétéroclite de bandes dessinées. Ce n'est ni le style, ni le discours qui peuvent faire le lien entre des œuvres disparates. Toutefois, ces comics sont publiés dans des journaux underground qui ne sont pas diffusés chez les marchands de journaux et leur diffusion est très faible, au mieux quelques dizaines de milliers d'exemplaires, au regard des ventes des comics grand public, plusieurs centaines de milliers dans les années 1960. L'absence du sceau du Comics Code couplée à l'avertissement sur la couverture, indiquant que le comics est destiné aux adultes est aussi un élément distinctif des comics underground. En effet, si certains éditeurs de comics pour enfants comme Dell Comics refusent également la marque du code au motif que les parents savent que leurs séries ne peuvent choquer de quelque manière les plus jeunes, ils ne font logiquement pas figurer un tel avertissement. Une autre particularité des comics underground est une mise en avant des auteurs alors que dans l'industrie du comics classique, les scénaristes et les dessinateurs sont interchangeables et n'ont pas de droits sur leurs créations.

## Histoire

### Précurseurs

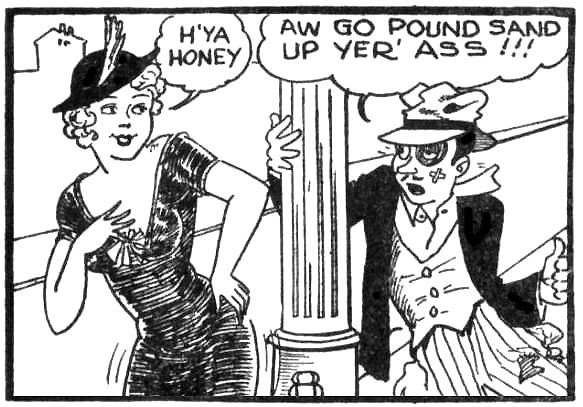
Dessin issu d'une Bible de Tijuana parodiant le comic strip Chris Crusty.

La bande dessinée underground n'est pas apparue aux États-Unis ex nihilo et les artistes considérés comme faisant partie de ce mouvement ont souvent reconnu leurs dettes envers des artistes et des comics antérieurs. Parmi ceux-ci sont souvent cités des comic strips comme Krazy Kat de George Herriman et Pogo de Walt Kelly, les Bibles de Tijuana (bien que celles-ci dans les années 1950 étaient très rares), les EC Comics, et les magazines dirigés par Harvey Kurtzman, : Trump, publié par Hugh Hefner, le fondateur du magazine Playboy, Humbug, auto-publié avec la collaboration d'Arnold Roth en 1957 et surtout Help!, publié par Warren Publishing et qui dure cinq ans,. Une autre source d'inspiration potentielle se trouve dans des magazines consacrés au bondage et au fétichisme comme Bizarre de John Willie, auteur de la bande dessinée Sweet Gwendoline. Mark Estren trouve bien d'autres origines à la bande dessinée underground. The Yellow Kid, les dessins animés de la Warner Bros. avec Bugs Bunny et tous ses amis et Jules Feiffer. Pour certains auteurs, des influences plus particulières ont pu aussi jouer comme Pim Pam Poum, Barnaby, Little Lulu, Little Nemo in Slumberland, Le Spirit de Will Eisner, les bandes dessinées de Carl Barks et celles de Al Capp.

### Débuts

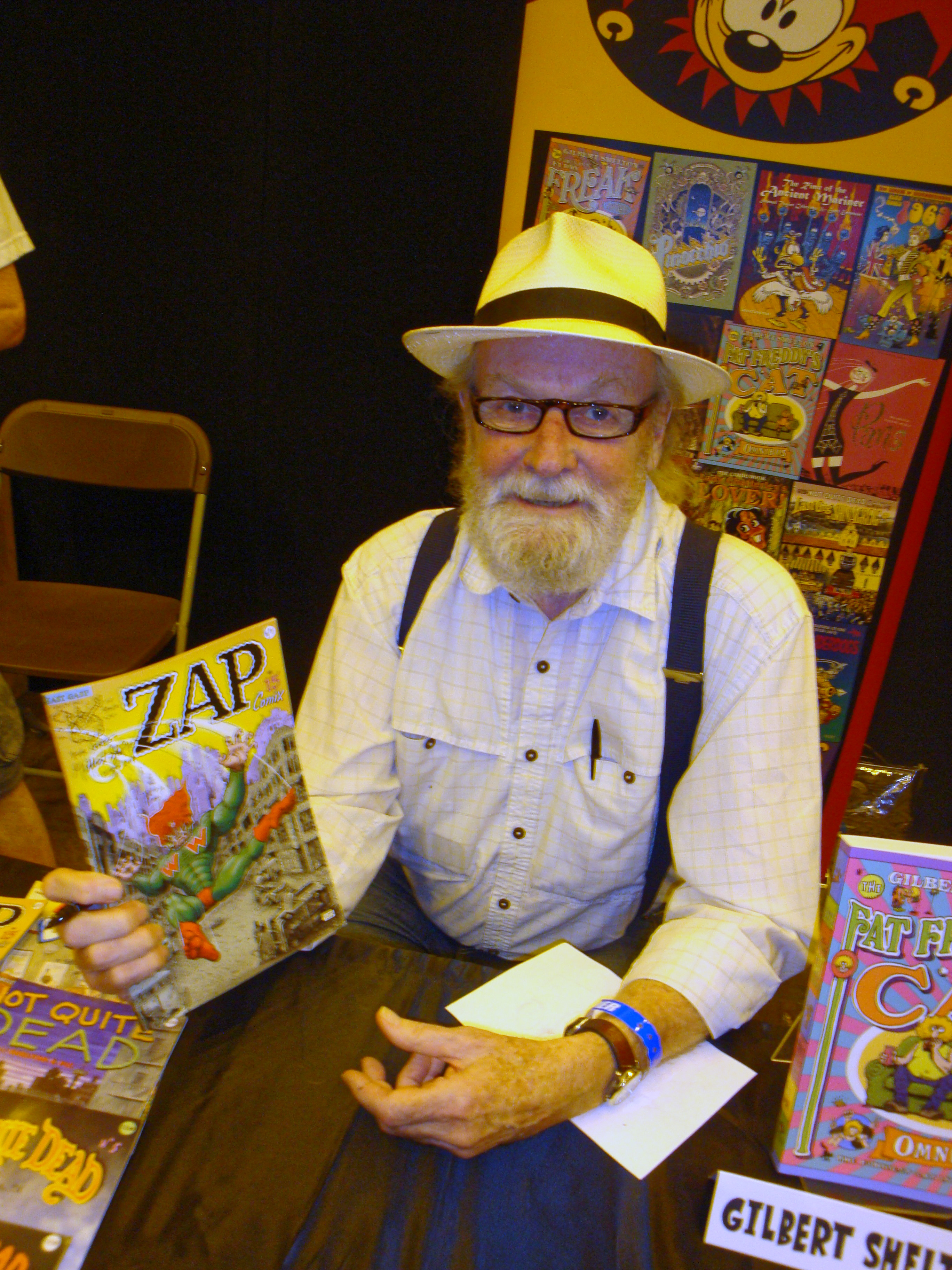
Gilbert Shelton en 2013. La couverture de la bande dessinée montre sa création Wonder Wart-Hog.

Les comics underground ne sont cependant pas seulement les héritiers de ces bandes dessinées. Ils sont aussi l'expression d'une jeunesse qui se révolte contre l'American way of life. Au cœur de ces comix s'exprime une critique sociale et politique. Ceci est lié aux mouvements contestataires des années 1960 et 1970, à la libération sexuelle et aux mouvements pacifistes et hippies. Le début de ce mouvement peut être daté de la fin des années 1950, début des années 1960. Toutefois, le courant underground s'appuie sur des éléments existants. Ce sont d'abord dans des journaux universitaires ou des magazines étudiants que les futurs auteurs font leurs premières armes. Skip Williamson et Jay Lynch dessinent pour les magazines Aardvark de Chicago et Charlatan de Gainesville. Dans ce dernier se trouvent aussi Jaxon, Joel Beck, Foolbert Sturgeon et Gilbert Shelton. Ces journaux s'échangent par correspondance et entre ces jeunes artistes se créent des liens.
La série qui est souvent donnée comme point de départ de l'histoire des comics underground est Wonder Wart-Hog de Gilbert Shelton. Cette parodie de Superman paraît dans le magazine humoristique de l'université du Texas à Austin Texas Ranger publié par Shelton et Frank Stack de 1958 à 1962. Le Texas Ranger est alors édité à 12 000 exemplaires et connaît un succès important. Parallèlement en 1961, Don Dohler et Mark Tarka réalisent un fanzine intitulé Wild dont le nombre d'exemplaires tourne autour de cinquante. Ce fanzine ne publie que huit numéros, mais des artistes tels que Jay Lynch, Skip Williamson et Art Spiegelman y figurent. Cependant la diffusion du Ranger est bien plus importante que celle du fanzine de Dohler et Tarka et la série de Shelton est un succès. D'autres journaux étudiants accueillent aussi des bandes dessinées anticonformistes comme le Pelican à l'université de Californie à Berkeley. À ce dernier participe le dessinateur Joel Beck qui auto-édite le comics Lenny of Laredo à la même période que Shelton et Stack publient Wonder Wart-Hog.
Plusieurs de ces auteurs cherchent à placer des dessins dans des magazines diffusés à plus grande échelle. Ainsi Robert Crumb, Skip Williamson, Gilbert Shelton et Jay Lynch sont publiés dans Help!, une revue publiée par Warren Publishing et dirigée par Harvey Kurtzman. Celui-ci, dont le travail au sein d'EC Comics et surtout de Mad a influencé de nombreux artistes, est aussi attentif à cette nouvelle génération et offre des cartes blanches à de jeunes talents dans une section amateur,. D'autres revues s'ouvrent aussi à ces auteurs : des dessins de Jay Lynch paraissent dans Cracked et Sick et ceux de Bill Griffith dans Surfer, périodique de surf. D'autres encore sont publiés dans des magazines de motos. Enfin, la société Topps engage aussi de nombreux dessinateurs pour qu'ils réalisent des cartes à collectionner.
En 1964, Gilbert Shelton, Jack Jackson et Tony Bell font paraître une revue underground intitulée The Austin Iconoclastic Newsletter, plus connue sous le nom de THE, dans laquelle Frank Stack publie The Adventures of J.,. Les épisodes sont ensuite rassemblés par Shelton qui en fait un recueil diffusé sous forme de photocopies. Par ailleurs cette même année Jack Jackson publie sous le pseudonyme de Jaxon ce qui est considéré comme le premier comics underground, God Nose imprimé à 1 000 exemplaires. À cette époque les auteurs de comix se rassemblent principalement à Austin au Texas ou en Californie.

### Âge d'or

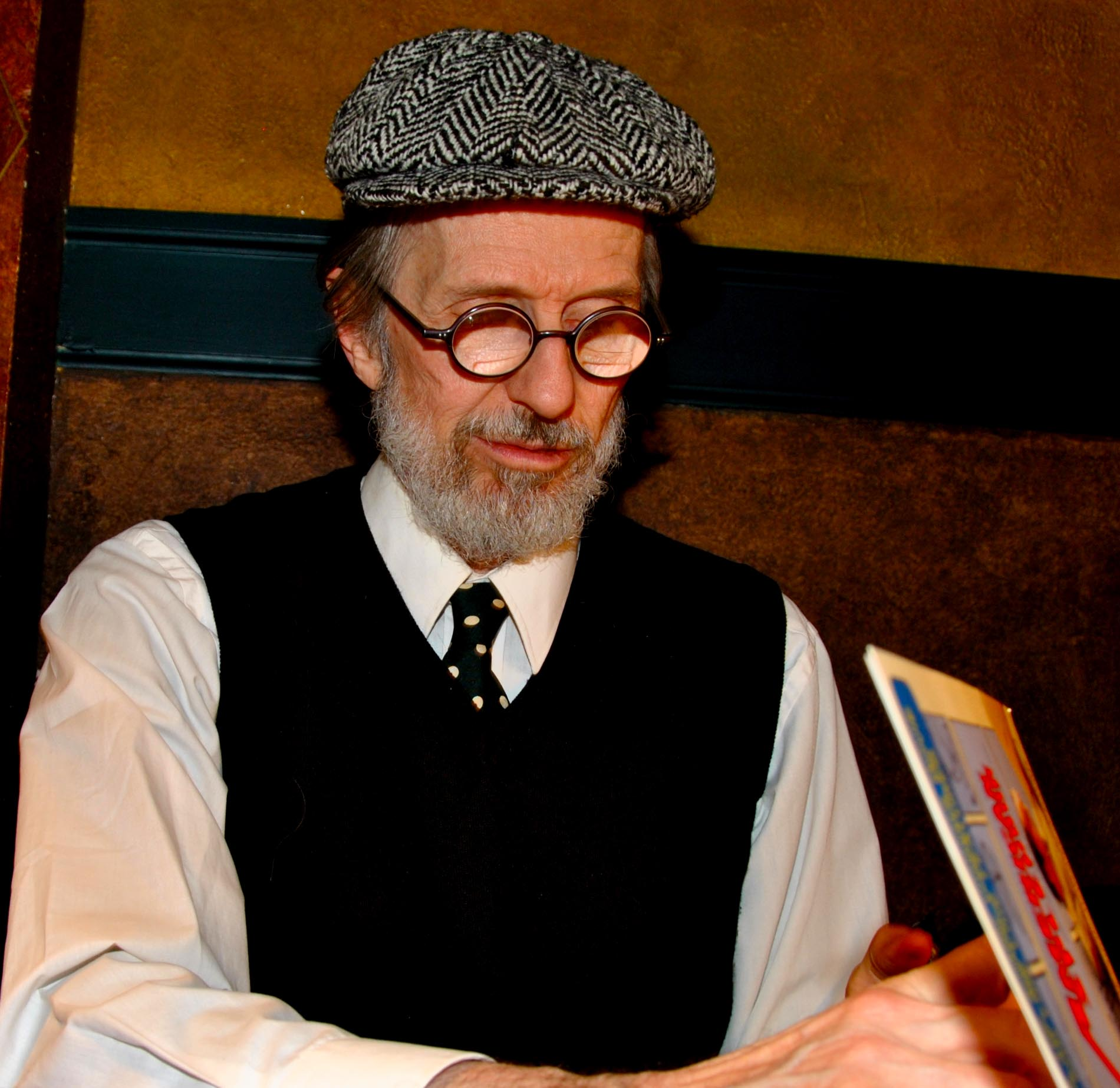
Robert Crumb en 2010.

Les comix sont donc le moyen pour de nombreux auteurs de diffuser leurs bandes dessinées. Parmi ceux-ci, on trouve Robert Crumb qui en 1968 publie Zap Comix. Le premier numéro est imprimé à 5 000 exemplaires par l'éditeur de comics underground Don Donahue qui le fait distribuer dans des head shops et chez des disquaires. À partir du deuxième numéro Zap devient un collectif et publie les bandes dessinées de Spain Rodriguez, Victor Moscoso, Rick Griffin et S. Clay Wilson. Cela encourage la même année Jay Lynch et Skip Williamson à publier un comix nommé Bijou Funnies qui prend la place du magazine Chicago Mirror qu'ils éditaient et dans lequel Art Spiegelman présente ses récits. Au même moment Gilbert Shelton publie Feds 'n' Heads Comics qui reprend des bandes qu'il avait produits pour l'Austin Rag,. En 1968 commence à paraître Yellow Dog, publié par Don Schenker et qui est le comic book underground qui a duré le plus longtemps.
Parmi les journaux The East Village Other tient une place particulière. Tout d'abord en 1968 Spain Rodriguez y crée Trashman et surtout, à partir de 1969, y est inséré un livret au format tabloid intitulé Gothic Blimp Works qui accueille tous les noms importants de la bande dessinée underground parmi lesquels Vaughn Bodé et Willy Murphy.
Les comics underground sont souvent des œuvres auto-éditées, mais des maisons d'édition spécialisées commencent à apparaître. Ainsi en 1968, après avoir quitté le Texas pour San Francisco, épicentre de la contre-culture, Shelton, Fred Todd, Dave Moriaty et Jaxon fondent Rip Off Press qui publie Fabulous Furry Freak Brothers. La première apparition de ces personnages, qui sont parmi les plus connus de la création underground américaine, a lieu dans le journal The Austin Rag et date de cette même année. En 1970, Ron Turner découvre Zap Comix et décide de créer son propre comics intitulé Slow Death Funnies dont les recettes doivent financer une association écologiste. Cette dernière n'est pas intéressée et les ventes servent finalement à fonder une maison d'édition nommée Last Gasp, qui publie alors le premier comics entièrement créé par des femmes, It ain't me, Babe, sous la direction éditoriale de Trina Robbins et Barbara Mendes. C'est aussi chez Last Gasp que Justin Green dessine le comix Binky Brown meets the Virgin Mary souvent considéré comme la première autobiographie dessinée bien qu'on trouve des précurseurs à des périodes plus anciennes comme l'autrice Fay King qui dans les années 1910 propose un strip dans lequel elle raconte certains éléments de sa vie. Enfin Last Gasp est aussi l'éditeur du comix Air Pirates Funnies qui parodie les personnages de Walt Disney, surtout Mickey Mouse. Deux numéros seulement sont publiés en juillet et août 1971 mais le procès qui oppose les auteurs du comics, à commencer par Dan O'Neill, dure jusqu'en 1980.
L'essor de cette bande dessinée underground voit l'arrivée de nouveaux artistes tels que Kim Deitch, Rick Griffin, Robert Williams et S. Clay Wilson et l'apparition de nouveaux éditeurs. En 1970, Denis Kitchen, déçu du fonctionnement de Print Mint, qui est à l'époque le principal éditeur de comix, fonde sa société nommée Krupp Comic Works. Le nombre de comix publié augmente (300 en 1973) et les ventes se chiffrent en dizaines de milliers d'exemplaires. Ainsi en 1972 plus d'un million d'exemplaires des divers numéros de Zap Comics ont été vendus et en 1973 Krupp Comic Works édite 36 comics ; il fait imprimer chaque mois entre 90 et 100 000 exemplaires et en un an en vend plus d'un million. Cette explosion des ventes est cependant à relativiser car, dans le même temps, les éditeurs de comics traditionnels vendent 200 millions de comics.

### Déclin et métamorphose

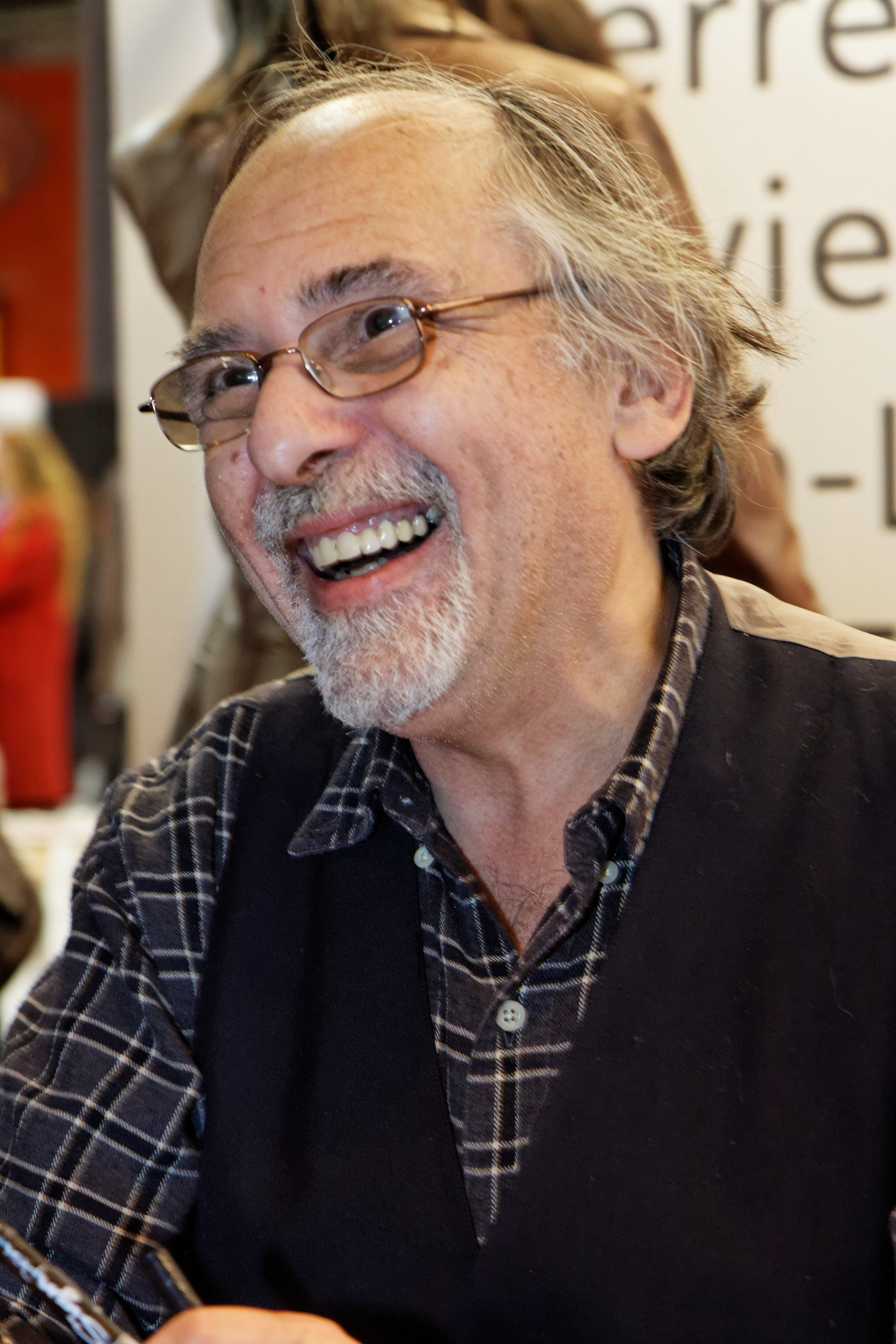
Art Spiegelman, figure emblématique de l'underground et de la bande dessinée alternative.

Après avoir atteint ces sommets, la chute est brutale. Le monde de la contre-culture américaine s'essouffle et les États s'attaquent aux comix en mettant en cause surtout la représentation de la sexualité. Plusieurs distributeurs et vendeurs sont poursuivis pour obscénité. Le plus souvent les poursuites ne mènent à rien. Cependant, un cas en particulier change la donne. En août 1969, Richard Crumb publie le quatrième numéro de Zap Comics. Un policier en civil en achète plusieurs exemplaires dans différents magasins. Les vendeurs sont ensuite arrêtés pour avoir distribué du matériel pornographique en toute connaissance de cause. Deux sont condamnés en première instance puis en appel. Lorsque le cas est porté en 1973 devant la Cour suprême américaine, celle-ci rejette la demande des avocats des vendeurs ce qui de fait permet aux procureurs de poursuivre les personnes qui distribuent des comics underground. Dans sa décision, la Cour suprême affirme que chaque communauté est libre de fixer ce qui est obscène et ce qui ne l'est pas, donc que chaque juridiction peut interdire des ouvrages qui ne répondent pas à ses standards. La conséquence la plus importante pour les auteurs underground est la décision de plusieurs revendeurs de ne plus présenter leurs comics qui représentent une part très faible de leurs revenus mais risquent de les conduire au tribunal. Les head shops sont alors de plus en plus soumis à la pression policière et préfèrent faire profil bas.
À cela s'ajoutent deux autres causes qui précipitent la fin des comics underground. Tout d'abord, le succès du genre amène de nombreux auteurs et éditeurs à vouloir entrer dans ce système. Le bon grain est noyé sous l'ivraie et la compétition nuit à tous. De plus, en 1973, le prix du papier s'envole et l'équilibre financier fragile des éditeurs est mis à mal. De nombreux journaux underground mettent alors la clef sous la porte. L'éditeur Ron Turner explique qu'en 1974-1975, les ventes de comics underground chutent de 80%. La réduction des œuvres underground est importante mais celles-ci ne disparaissent pas totalement car à la même période émerge un nouveau modèle de vente de comics, le direct market. Alors qu'auparavant les comics étaient vendus chez les marchands de journaux ou les épiceries, des magasins ne vendant que des comics apparaissent. Ceux-ci ne se soucient pas de l'aval du comics code et les éditeurs de comics underground trouvent là un nouveau débouché. Cependant, les ventes sont bien loin de celles du tout début des années 1970, aussi le nombre de nouveaux comics est limité et les éditeurs s'appuient sur des réimpressions de comix à succès.
De plus les éditeurs se professionnalisent et les sociétés s'inscrivent dans le système marchand classique. Des liens entre les éditeurs grand public et le monde du comics underground se créent comme le montre la tentative de Marvel Comics de publier un magazine intitulé Comix Book avec Denis Kitchen et des auteurs underground. L'essai dure peu, puisque Marvel ne publie que trois numéros, mais il montre un rapprochement entre les deux types de création qu'à l'origine tout opposait.
L'évolution de la société et les transformations du monde de l'underground entraînent une chute importante des ventes. Cependant, de nouveaux auteurs désireux de produire un travail personnel apparaissent, bien que les thèmes abordés diffèrent de ceux des comics underground. Ainsi en 1976 Harvey Pekar propose le comics autobiographique American Splendor dessiné entre autres par Robert Crumb et qui est l'une des premières œuvres à faire le lien entre l'underground et l'alternatif. En effet, progressivement la scène underground se transforme en scène alternative. La grande différence entre ces deux genres de bande dessinée tient au fait que les comix ne visaient qu'une population limitée adepte de la contre-culture alors que la bande dessinée alternative cherche à atteindre le plus grand nombre avec des sujets plus adultes.
1976 est aussi l'année du lancement de la revue Arcade éditée par Art Spiegelman. Bien qu'elle soit pensée pour être diffusée avec les magazines grand public, elle ne sort pas du réseau de l'underground et ne peut se maintenir plus de sept numéros. Cet échec est parfois considéré comme la dernière tentative de comics underground. La revue cependant est aussi vue comme la précurseure de RAW, luxueuse revue éditée à partir de 1980 par Spiegelman et son épouse Françoise Mouly, où celui-ci publie à partir du deuxième numéro son récit sur la Shoah Maus. RAW accueille aussi bien des auteurs underground connus que de nouveaux artistes comme Charles Burns. Robert Crumb publie aussi sa revue nommée Weirdo à partir de 1981 prise en main ensuite par Peter Bagge.

## Styles et discours

### Textes et dessins
Selon Mark James Estren, une particularité des comics underground est le renversement du lien entre le texte et l'image. Alors que les comic strips sont portés par le récit et que le dessin sert plus à les enluminer, les comix sont des œuvres dans lesquelles le dessin est primordial, le discours peut être secondaire et lorsque ce n'est pas le cas, les deux sont inextricablement liés, si bien qu'aucun ne pourrait être supprimé sans que le sens ne disparaisse. L'analyse doit donc aborder ces deux aspects simultanément.

#### Textes
Les comix différent de la production classique par bien des aspects, qu'ils soient esthétiques, économiques, ou politiques. Un des plus importants, car il est la cause de nombreuses autres différences, est l'importance accordée à l'auteur. Alors que dans les principales maisons d'édition, les auteurs dépendent de choix éditoriaux sur lesquels ils ont peu de prise, dans la presse underground, ils sont seuls devant leur planche, écrivent et dessinent ce qu'ils veulent. Si des auteurs peuvent se retrouver pour éditer en commun un comics, les discussions porteront peut-être sur le thème général mais jamais sur le travail de chacun.
Comme il est souvent question de moquer la morale dominante, les comix sont souvent humoristiques. Alors que, selon Estren, les comic strips avaient le plus souvent perdu de leur force comique au cours des décennies, les récits publiés dans la presse underground font rire en se moquant de tout ce qui est ridicule chez l'être humain. L'irrévérence est maîtresse.

#### Dessins
Le discours contre la bien-pensance s'allie à un dessin hors-norme et libre. Ainsi, lorsque les auteurs parlent de sexualité, ils dessinent clairement les organes sexuels. Mais cette liberté ne s'arrête pas là, elle s'affiche aussi dans la volonté d'avoir un style personnel qui, de fait, peut être très amateur ou très travaillé. De plus, la consommation régulière de drogues (marijuana et LSD le plus souvent) se traduit parfois dans le style de dessin. Cet usage, habituel à cette époque chez les lecteurs de comics underground, fait que le sujet est souvent traité, sans que cela paraisse extraordinaire alors qu'en mai-juillet 1971, les trois épisodes de The Amazing Spider-Man dans lesquels ce thème est abordé apparaissent hors-normes et acquièrent une importance historique pour cela. En regard, les personnages des comics underground prennent toutes sortes de drogues et éprouvent les mêmes dérèglements des sens que ceux que les lecteurs peuvent connaître.

### Critique de la société
Les comics underground ne se contentent pas d'être un objet artistique, ils sont aussi un moyen pour les artistes d'exprimer leurs opinions qui rejoignent celles de la contre-culture américaine de l'époque. On y trouve une critique de la société de consommation, des messages contre la guerre du Viêt Nam, des soutiens aux luttes pour les droits civiques mais aussi souvent une apologie de l'amour libre, des drogues et de tout ce qui appartient au mouvement hippie. Tout ce qui fonde la société américaine, comme la religion ou ce qui en est une représentation idéale, est critiqué. Ainsi en 1969, Frank Stack publie The New Adventures of Jesus, comics humoristique dont Jésus est le héros, et en 1971, l'anthologie Air Pirates Funnies se moque des personnages Disney. L'ordre policier est aussi une cible des comics underground et, selon Spain Rodriguez, ceux-ci ont une approche plus réaliste de ce qu'est la police, y compris avec ses déviances (torture, mensonge, violence gratuite, etc.), que les médias grand public. La morale n'est pas plus respectée dans le traitement des personnages qui malgré leurs actions répréhensibles, comme la prise de drogue, ne sont pas nécessairement punis.
Il est cependant rare que les auteurs se laissent aller à exprimer une opinion sur ce qui devrait être fait. Ils cherchent plutôt à dénoncer l'absurdité ou les erreurs de la société contemporaine qu'à la réformer. Une exception majeure est Ron Cobb qui défend l'écologie dans ses œuvres. Il est d'ailleurs l'auteur du symbole utilisé sur le drapeau de l'écologie. Une des raisons avancées par certains auteurs pour expliquer cette absence de message partisan est la difficulté d'être drôle tout en développant des idées politiques. De plus comme la critique porte sur le fonctionnement du système politique et plus largement de la société, il ne peut être question de seulement changer les personnes. Seule la destruction totale des valeurs peut transformer le monde. Les auteurs underground partagent souvent cette vision « nihiliste, dada, anarchique » et préfèrent fustiger les pouvoirs en place au lieu de proposer un programme politique. La force de l'art est vue comme un moteur du changement de la société. La liberté de ton et de style touchent les lecteurs et cela entraîne une métamorphose de celle-ci.

### Religion
Comme la critique de la société touche toutes ses composantes, la religion ne pouvait échapper au regard des auteurs underground. Ce sont les représentants ou les effets de la religion chrétienne qui sont les cibles de ceux-ci. En 1964, Frank Stack dessine The Adventures of Jesus (suivi en 1971 de The New adventures of Jesus) et Jaxon God Nose. Tous deux sont souvent considérés comme les premiers comics underground (The Adventures of Jesus précède God Nose de quelques mois mais n'est diffusé qu'à 50 exemplaires alors que 1 000 exemplaires du second sont tout de suite édités) et tous deux ont pour sujet Dieu et Jésus. Ils critiquent l'hypocrisie des instances religieuses et des pratiques éloignées du réel message chrétien,. Ce thème revient régulièrement, que ce soit Crumb avec Despair en 1970, les auteurs de l'anthologie Tales of a leather Nun en 1973 ou, en 1972, Justin Green avec Binky Brown rencontre la Vierge Marie, considéré le plus souvent comme le premier comics autobiographique important. Soumis aux préceptes rigoureux contre la sexualité émis par les membres de l'Église catholique, le protagoniste de cette bande dessinée souffre de névrose et développe des troubles obsessionnels compulsifs. Ce n'est donc pas la religion qui est combattue mais l’assujettissement des croyants par les membres du clergé et leur morale puritaine.

### Représentations des drogues
Les comics underground sont souvent associés à l'usage de drogues. Que ce soit les auteurs, les personnages ou les lecteurs. Les Fabuleux Freak Brothers de Gilbert Shelton sont des exemples de ces personnages qui consomment couramment des drogues et ce sans qu'ils soient condamnés de quelque façon par leur auteur. Plusieurs autres comix ont pour sujet principal la consommation de drogues comme Stones Picture Parade en 1968 ou Tooney Loons and Marijuana Melodies en 1971. Cependant, le traitement de ce sujet n'est pas monolithique et d'autres comics l'abordent sous un angle bien plus sombre. C'est le cas en 1972 de l'anthologie Tuff Shit publiée par Print Mint et dont les bénéfices sont reversés à un programme d'aide aux drogués, et du mini comics The Great Marijuana Debate! publié par Kitchen Sink en 1972 et réimprimé dans Dope Comix en 1978. Ce comics connaît plusieurs numéros et a pour but de prévenir ses lecteurs des dangers de la consommation de drogues.

### Représentation de la violence
Dans les années 1950, les comics policiers et ceux d'horreur remplacent les comics de super-héros. D'autres genres sont aussi présents (western, romance, science-fiction, etc.) mais ce sont ces deux-là qui attirent le plus les adolescents. Ils attirent aussi les contempteurs de la bande dessinée qui les accusent de conduire les jeunes à la violence et à la délinquance. Ceci conduit à la création du Comics Code Authority qui instaure de fait une censure et la disparition des comics policier et d'horreur. La représentation de la violence devient alors beaucoup moins explicite ; le sang, les crimes sont rejetés et les combats, même dans les comics de guerre, ne sont plus réalistes. Les comics underground, parce qu'ils refusent de se soumettre au code et n'ont pas besoin de son approbation pour être distribués, peuvent se complaire, si l'auteur le désire, dans une violence excessive. C'est le cas par exemple de S. Clay Wilson qui constamment dépeint des actes de la plus grande violence. Wilson est un cas particulier mais d'autres auteurs n'hésitent pas à montrer des actions violentes si l'histoire le demande. Il ne s'agit pas alors de la nier ou au contraire de la valoriser ou de s'y complaire mais de ne pas se censurer et de rester le plus juste possible. Une des idées défendue par les auteurs est que la violence de la bande dessinée est le reflet de celle que la société inflige à ses membres. Alors que les comics des années 1940 limitaient la violence à des histoires policières ou d'horreur, celle des comics underground peut être présente dans n'importe quelle circonstance, comme elle l'est dans la réalité.

### Représentation de la sexualité
Un des éléments les plus frappants des bandes dessinées underground est la représentation de la sexualité. Excepté les « eight pagers », la nudité et les relations sexuelles étaient absentes des comics. Ne voulant rien s'interdire, nombreux sont les auteurs qui intègrent dans leurs récits de tels objets, allant parfois jusqu'à la pornographie. Robert Crumb ou S. Clay Wilson dessinent ainsi plusieurs histoires qui ont pour seule fin de présenter des actes sexuels. Les tabous n'existent plus et même ce qui est considéré comme déviant dans la société américaine des années 1950-1960 a droit de cité, que ce soit l'homosexualité, le sado-masochisme ou encore l'inceste. En faisant cela, les auteurs font cependant plus que de la seule pornographie. En mettant en lumière une part importante de l'humanité qui est cachée, ils font aussi œuvre politique. Il est cependant aussi à noter que la sexualité est très souvent liée à la violence, parfois la plus effrénée.

### Représentation des femmes
Quoique les auteurs de comix se flattent de défier la société en place, ils en reprennent certains aspects et particulièrement l'image des femmes. Les auteurs sont surtout des hommes et les femmes dans leurs bandes dessinées sont soit des objets sexuels, soit des castratrices. Et même un auteur qui dans ses séries évite cela, comme Bill Griffith, n'est pas à l'abri de réflexions montrant qu'il reprend le discours masculin à propos des luttes pour la libération des femmes. L'artiste le plus critiqué pour cela est sans conteste Robert Crumb qui, malgré ses discours de soutien au mouvement de libération des femmes, représente le plus souvent ses personnages féminins comme des êtres soumis aux désirs sexuels des hommes. Comme il est le dessinateur underground le plus connu, les critiques des féministes et des femmes artistes, comme Trina Robbins, n'ont pas manqué.

## Place des autrices

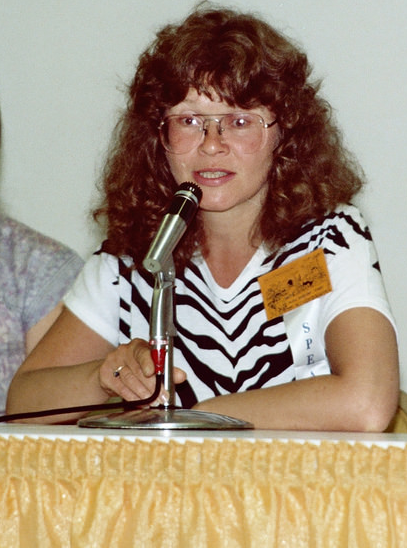
Trina Robbins en 1982.

Plusieurs autrices ont participé à ce mouvement pour lutter contre le sexisme de la société américaine mais aussi celui des auteurs underground. En effet, les artistes masculins, à l'instar de Robert Crumb, dessinent des scènes pornographiques dans lesquelles les femmes sont traitées comme des objets soumis par la violence. Plusieurs autrices féministes se rebellent contre ce machisme ambiant et introduisent dans leurs œuvres leurs idées politiques. Parmi ces autrices de comics underground certaines se détachent comme Trina Robbins qui participe au Yellow Dog puis au journal féministe It Ain't Me, Babe. Elle codirige ensuite avec Barbara Mendes à l'été 1970 le premier comic book entièrement réalisé par des femmes, It Ain't Me, Babe, publié par Last Gasp.
En 1972, se forme le groupe Wimmen's Comix Collective qui comprend entre autres Trina Robbins, Michele Brand, Lee Marrs, Lora Fountain, Patricia Moodian, Sharon Rudahl et Aline Kominsky. Le collectif lance cette même année le comic book Wimmen's Comix publié jusqu'en 1991 et dans lequel sont présentées des histoires traitant du mariage, de l'avortement et d'autres sujets intéressant les femmes et jamais traités ainsi jusqu'alors. Cependant Wimmen's Comix est devancé de quelques semaines par Tits & Clits publié par Lyn Chevli et Joyce Farmer en juillet 1972 qui aborde le sujet des règles. Celles-ci publient peu après Abortion Eve en 1973 dans lequel cinq femmes enceintes décrivent les problèmes liés à l'avortement. Cette même année, deux personnes qui vendaient Tits and Clits sont poursuivies pour avoir vendu un magazine obscène. Cela vient après la décision de la Cour suprême laissant à chaque communauté l'autorité pour définir ce qui est obscène. Au bout de deux ans les poursuites sont abandonnées mais les deux autrices ne publient plus rien durant cette période.
C'est aussi à ce moment qu'est publié le premier comic book lesbien, et plus largement homosexuel, Come Out Comix de Mary Wings. D'autres comics lesbiens suivent comme Dynamite Damsels de Roberta Gregory en 1976 ou Dyke Shorts en 1978 de Mary Wings. Quant à Trina Robbins, elle participe à de nombreuses revues et édite son propre comics nommé Trina's Women publié par Krupp Comic Works en 1976. Ces autrices ne cherchent pas la provocation pour elle-même mais elles font de chaque œuvre un manifeste politique pour défendre les droits des femmes contre le sexisme, la violence machiste, l'homophobie.

## Aspects économiques
L'essor des comix suit celui de la presse underground. À partir de 1965, l'impression offset se démocratise avec une baisse des coûts. Dès lors de nombreux journaux de la contre-culture apparaissent : East Village Other à New York, L.A. Free Press à Los Angeles et Oracle à San Francisco. De plus, deux organismes de syndication, Underground Press Syndicate et Liberation News Service, sont fondés en 1967. Des séries sont alors diffusées dans des dizaines de journaux et touchent ainsi un grand nombre de lecteurs.
Les comics underground sont en rupture totale avec le système de production et de distribution des comics grand public de l'époque et seules les Tijuana Bibles, vendus sous le manteau, avaient auparavant établi des circuits de distribution indépendants des classiques. Dans les deux cas, le contenu passible de poursuites judiciaires empêchait de suivre le modèle habituel. Les comix se trouvent le plus souvent dans des poster shop, magasins qui vendent des posters des vedettes musicales de l'époque, et dans des head shops qui sont spécialisés dans la vente de matériel en lien avec la consommation de drogues.
Publiée au mieux à quelques milliers d'exemplaires, la bande dessinée underground ne provoque pas de changement dans le système économique imposé par les grands éditeurs et distributeurs. Même si à la fin des années 1960 et le début des années 1970 les éditeurs mainstream ne connaissent plus les chiffres de diffusion des années 1940, où il n'était pas rare de voir des titres dépasser le million d'exemplaires, ils dépassent largement les éditeurs underground.
Alors que le prix des comics dans les années 1960 ne dépasse pas les 10 cents, les comics underground coûtent au moins 25 cents et peuvent monter jusqu'à 50. Pour ce prix élevé, le contenu est le plus souvent en noir et blanc alors que les comics grand public sont en couleur. Comme dans le système classique, les revenus des ventes sont partagés entre le revendeur, le distributeur, l'éditeur et l'auteur. Ce dernier touche en moyenne 25 $ par page pour 20 000 exemplaires mais le tarif varie d'un éditeur à l'autre et selon la célébrité de l'artiste. Denis Kitchen paie 30 $ par page pour une première édition de 20 000 exemplaires et à chaque réédition de 20 000 paie de nouveau 30 $ la page. Les auteurs les plus populaires peuvent toucher jusqu'à 150 $ par planche.

### Formats
Les comics underground apparaissent sur plusieurs types de support. Dans un format tabloïd, donc plus grand que celui des comic books, on trouve Gothic Blimp Works, qui est le plus important de ces journaux mais aussi Yellow Dog, King Bee de S. Clay Wilson et The collected Trashman de Spain Rodriguez. À côté de ces journaux, de nombreux artistes underground commencent par être publiés dans des fanzines. Jay Lynch, Skip Williamson et Art Spiegelman sont publiés dans Wild, Lynch et Williamson se retrouvent aussi dans Smudge et Williamson lance son propre fanzine intitulé Squire. Le format le plus important reste cependant celui utilisé par les comic books classiques. Robert Crumb en lançant Zap Comix inspire de nombreux auteurs. Il se réapproprie le format et montre que celui-ci est adapté pour des récits plus adultes . C'est d'ailleurs ce choix de format qui est en partie la cause de la décision de justice condamnant les revendeurs du comics. En effet, pour le procureur de district et pour la police, les comic books devaient rester destinés uniquement aux enfants : le contenu de Zap ne pouvant pas leur convenir, la publication devait être condamnée.

### Édition et diffusion

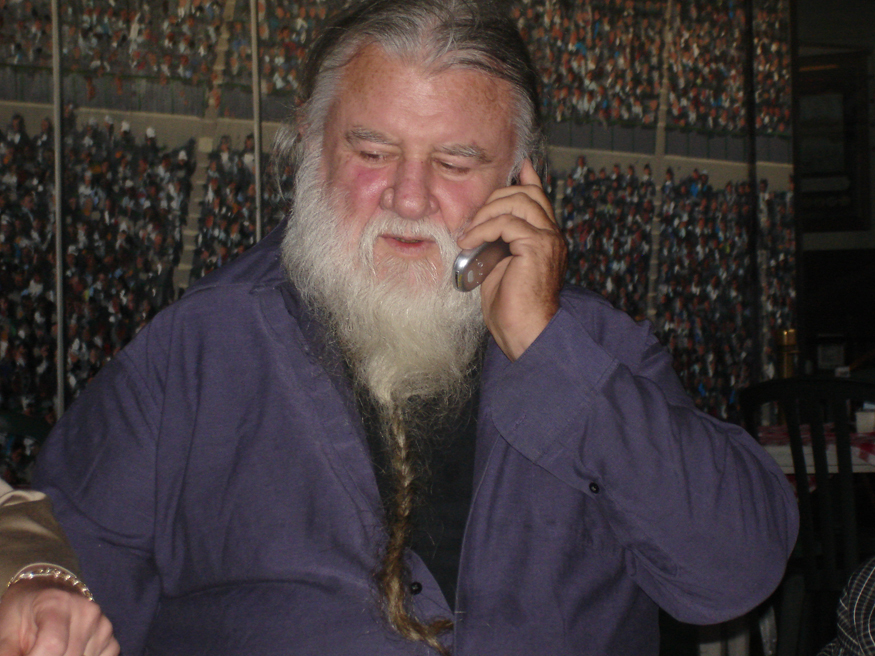
Ron Turner, responsable éditorial de Last Gasp.

Comparée aux chiffres des éditeurs classiques dont les comics sont distribués dans les magasins de journaux, l'édition et la diffusion des comix est confidentielle et dépend du soutien de propriétaires de magasins spécialisés dans la vente de produits de la contre-culture ou des magasins de comics comme celui de Gary Arlington à San Francisco ouvert en 1968 et qui pouvait se targuer d'être l'un des premiers. L'accès à ces œuvres ne se fait donc pas par l'intermédiaire des kiosques mais via un circuit de distribution parallèle relayé par la diffusion sur les campus. Cela implique une impression en quantité limitée ce qui n'empêche pas ces comics d'avoir une influence importante.
La liberté de ton, qui se retrouve dans ces comics, va de pair avec une diffusion des œuvres hors du système classique des marchands de journaux. Les bandes dessinées peuvent être publiées dans des journaux underground ou dans des fanzines. Ces journaux apparaissent dans plusieurs grandes villes et, pour être diffusés sur tout le territoire, s'associent en 1966 pour former l'Underground Press Syndicate (UPS) fondé par Walter Bowart, éditeur de l'East Village Other. UPS accueille aussi des journaux européens et atteint une distribution de 5 millions d'exemplaires. Les membres d'UPS apprécient les bandes dessinées underground qui attirent les lecteurs et des séries se retrouvent ainsi diffusées à grande échelle comme Fritz the Cat de Crumb.
Si les auteurs sont dans un premier temps diffusés dans des journaux, à partir du moment où le format comic book est privilégié, ils doivent passer par une société d'édition pour ne pas rester dans une diffusion extrêmement confidentielle. Une des premières sociétés d'édition et la plus importante est Print Mint. Cependant, pour atteindre l'équilibre, cet éditeur est amené à suivre les politiques éditoriales des groupes grand public. Cela entraîne le mécontentement de plusieurs artistes. Gilbert Shelton fonde Rip Off Press en partie pour échapper à Print Mint. Là encore, des auteurs, dont S. Clay Wilson se plaignent de la façon dont ils sont traités. Les autres éditeurs importants comme The San Francisco Comic Book Company ou Last Gasp de Ron Turner n'échappent pas plus aux critiques. Ces éditeurs proposent leurs propres catalogues et distribuent leurs comics dans un réseau composé de disquaires, de magasins vendant des produits liés à la drogue, et toute sorte de lieux de la contre-culture.

### Droits d'auteur
Dans les années 1960, les créations publiées dans les comics grand public appartiennent de fait aux maisons d'édition et il faut attendre la fin des années 1970 pour que les droits d'auteur commencent à être respectés par les grands groupes. Les auteurs underground sont, au contraire, attachés à garder la totale propriété intellectuelle sur leurs œuvres. Cependant, le fait qu'ils ne fassent pas partie du système de distribution classique les expose à être spoliés de leurs droits. Ce peut être léger comme lors de la publication en couleur dans le magazine Esquire de plusieurs cases d'un comics de Gilbert Shelton alors que celui-ci avait choisi le noir et blanc. Cependant, il n'est pas rare que les copies des dessins se fassent sans autorisation et n'apportent aucune rémunération aux auteurs. Ainsi le dessin Keep on trucking de Robert Crumb est utilisé pour des tee-shirts dont les ventes importantes ne rapportent rien à l'auteur.
Les artistes rejettent le système judiciaire autant que les autres éléments de la société américaine. Cependant, les atteintes à la propriété intellectuelle poussent plusieurs auteurs à inscrire clairement l'interdiction de copie sans l'autorisation expresse du créateur. Ainsi, Crumb appose-t-il un copyright sur toutes ses séries et les auteurs édités par Krupp Comic Work laissent cette société gérer les droits d'auteur. Cela conduit aussi certains à s'unir dans une sorte de syndicat chargé de les protéger, l'United Cartoon Workers of America, que rejoignent notamment Crumb, Justin Green, Art Spiegelman et Spain Rodriguez.

## Adaptations dans d'autres médias

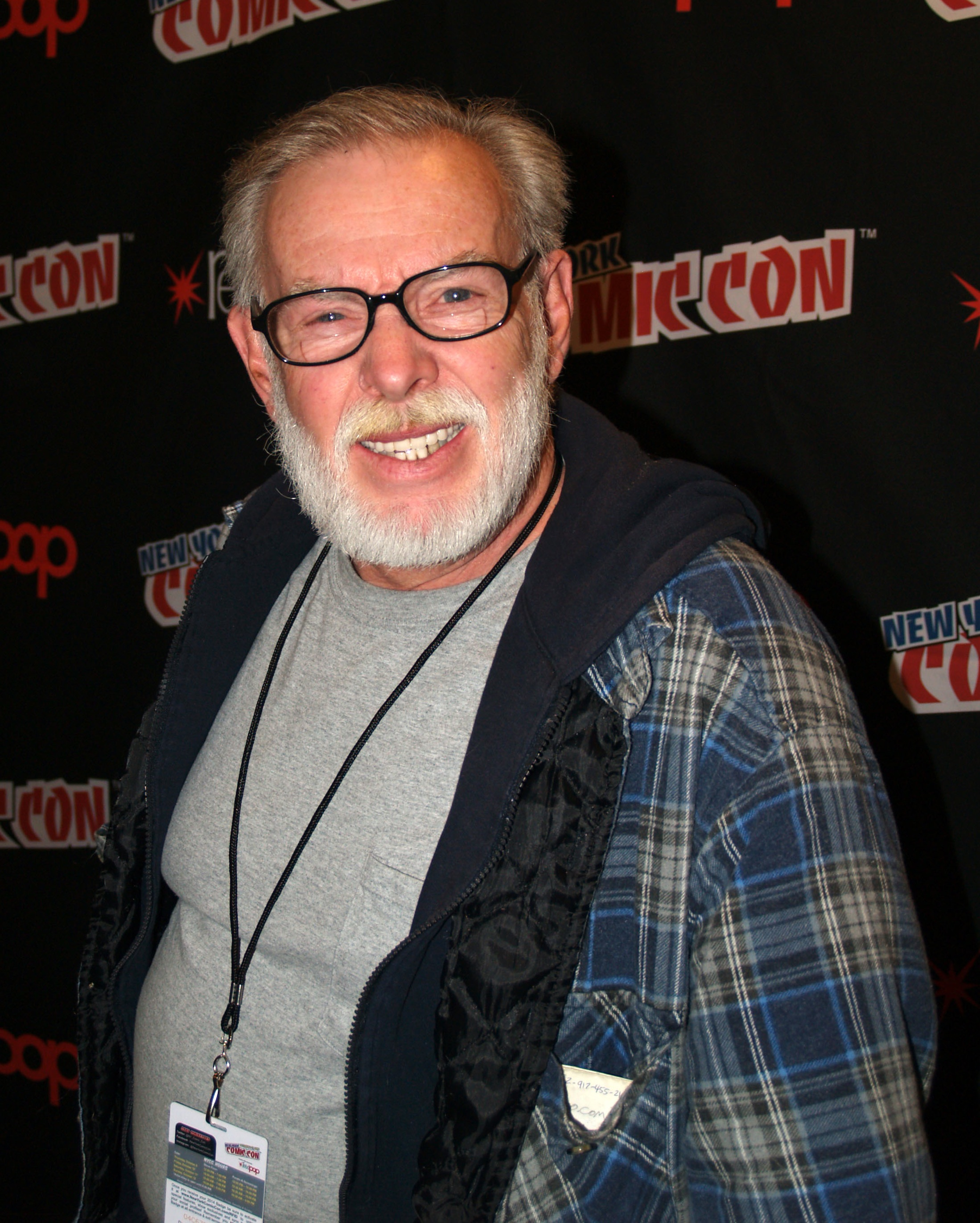
Jay Lynch en 2014.

Les caractéristiques mêmes des comics undergrounds (thèmes et style de dessin s'adressant aux adultes) empêchent que les œuvres soient facilement adaptées dans d'autres médias. La seule exception est Fritz the Cat de Robert Crumb qui est adapté au cinéma par Ralph Bakshi dans un film homonyme. Fritz le chat, sorti en 1972, est le premier film d'animation classé X. Et quoique les critiques soient mitigées, il connaît un très grand succès ; ayant coûté 700 000 dollars, il en rapporte 90 millions. Cependant, Robert Crumb est mécontent de l'adaptation et engage un procès pour que son nom soit retiré des crédits. Une suite, intitulée Les Neuf Vies de Fritz le chat est réalisée par Robert Taylor ; ni Robert Crumb, ni Ralph Bakshi n'y participent et ce film aboutit uniquement parce que Crumb, lié par le contrat original, ne pouvait l'empêcher.
Il est à noter que des travaux d'artistes ont pu être adaptés mais sans que ces derniers soient crédités. Le style de Crumb est copié dans des publicités et Jay Lynch, après avoir envoyé des strips intitulés Chicken Man à un producteur de dessins animés à la télévision, n'obtient aucune réponse mais découvre quelque temps plus tard un dessin animé produit par celui-ci et intitulé Super Chicken.

## Postérité

### De l'underground à l'alternatif
Dans la seconde moitié des années 1970, les comics underground disparaissent. La contre-culture s'étiole, les conditions économiques (hausse du prix du papier, perte de points de vente, multiplication de publications sans réel intérêt) deviennent plus difficiles et la menace judiciaire est une épée de Damoclès constante. La volonté de créer des œuvres originales et différentes du tout-venant trouve cependant de nouvelles formes et de nouveaux modèles pour s'exprimer. Tout d'abord, l'essor du direct market permet de trouver de nouveaux endroits pour vendre les comics. Ces magasins spécialisés dans la vente de comics ne se soucient pas de la présence du sceau du Comics Code et mettent à l'origine côte à côte d'anciens numéros de comics publiés par les éditeurs classiques et les comix. Il s'agit alors de lieux où se retrouvent des fans de bande dessinée qui recherchent ce qui n'est pas disponible dans les marchands de presse.
Peu à peu les éditeurs comme Marvel ou DC Comics se mettent à distribuer leurs comics dans ces magasins mais les underground y ont toujours une place. De plus les éditeurs de comics underground comme Rip Off Press, Last Gasp ou Kitchen Sink s'installent dans la durée. Les auteurs peuvent donc se faire éditer et leurs œuvres être distribuées. En outre, ceux qui préfèrent s'autoéditer le peuvent et trouvent des magasins acceptant leurs travaux. Dès lors, les comics underground disparaissent totalement et sont remplacés par des comics indépendants ou alternatifs. La différence entre les deux genres n'est pas toujours évidente mais les spécialistes considèrent habituellement que les comics indépendants, comme Elfquest de Wendy et Richard Pini, ont des contenus proches de ceux trouvés dans les comics classiques sans être publiés par les grands groupes alors que les alternatifs, plus proche de l'esprit des underground, traitent de sujets originaux et personnels.

### Reconnaissances et influences

#### Reconnaissances
La reconnaissance des auteurs underground les plus importants se manifeste par des rééditions de leurs œuvres mais aussi par des distinctions. Ainsi Robert Crumb (1991), Art Spiegelman (1999), Vaughn Bodé (2006), Jaxon (2011), Gilbert Shelton (2012), Spain Rodriguez (2013), Trina Robbins (2013), Denis Kitchen (2015) et Dori Seda (2017) sont inscrits au Temple de la renommée Will Eisner. Robert Crumb reçoit le grand prix du festival d'Angoulême en 1999 tout comme Art Spiegelman en 2011. Ce dernier avait déjà été en 1992 récompensé par un prix Pulitzer pour Maus qui est la seule bande dessinée à avoir reçu ce prix. Enfin l'influence des auteurs de comics underground se retrouve chez des auteurs hors-normes comme Emil Ferris, l'autrice de Moi, ce que j'aime, c'est les monstres, prix du meilleur album à Angoulême en 2019, qui reconnait l'importance de Robert Crumb et Art Spiegelman sur son travail.

### Influences à l'étranger
Dans les années 1970, les comics underground arrivent dans d'autres pays. Au Royaume-Uni, le magazine OZ publie entre autres les œuvres de Crumb ou de S. Clay Wilson. En France, des comix sont traduits dans Actuel et très vite influencent des auteurs qui se retrouvent dans L'Écho des savanes à partir de 1972. D'autres magazines de bande dessinée suivent le mouvement comme Métal hurlant en 1975 et Ah ! Nana en 1976. Ce dernier, réalisé presque uniquement par des femmes, et auquel Trina Robbins a participé, traite comme ces équivalents américains de thèmes considérés comme féminins. Comme eux, il est menacé par la censure qui, en France, est l'une des causes de son arrêt. L'influence de l'underground américain se retrouve aussi aux Pays-Bas avec Tante Leny Presenteert et en Espagne avec El Rrollo enmascarado et El Vibora en 1979.